# گرنادی
گرنادی (به لاتین: Gournadi) یک منطقهٔ مسکونی در بنگلادش است که در ناحیه باریسال واقع شده‌است. گرنادی ۱۱٫۵ کیلومتر مربع مساحت و ۵۰٬۰۲۳ نفر جمعیت دارد.